# ستيبان بولتوراك
ستيبان تيموفيوفيتش بولتوراك (بالأوكرانية: Степан Тимофійович Полторак)‏ جنرال أوكراني شغل منصب وزير الدفاع في أوكرانيا من 14 أكتوبر 2014 حتى 29 أغسطس 2019. شغل في السابق قائد قوات الداخلية والحرس الوطني الأوكراني.